# أندرو وايس
أندرو وايس (بالإنجليزية: Andrew Weiss)‏ هو اقتصادي أمريكي، ولد في 3 يناير 1947.